# 乌兰诺尔
乌兰诺尔是位于中国内蒙古自治区呼伦贝尔市新巴尔虎右旗的一个湖泊。其位置约在东经117°30，北纬48°20′。湖面海拔约560米，面积达32平方公里，是咸水湖。乌兰诺尔在蒙古语中的意思是红湖。